# 絶縁破壊

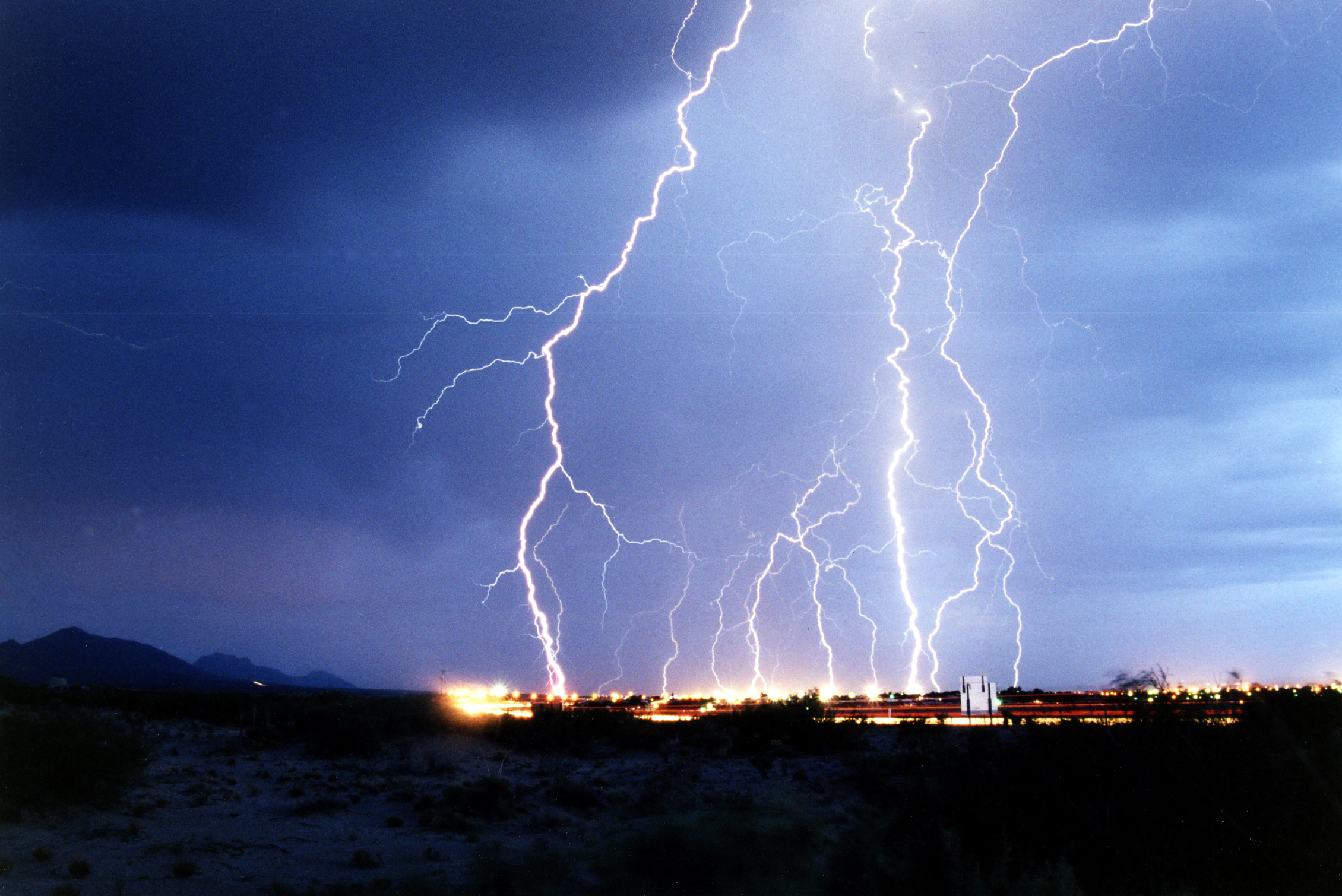
落雷

絶縁破壊（ぜつえんはかい、英語: Electrical breakdown）とは、絶縁体に加わる電場の強さがある値を超えた時、電気抵抗が急激に低下し大電流が流れることをいう。落雷は、雲と地面の間に大きな電位差がある時、その間にある空気に加わる電場の強さが、閾値（約300万V/m）を超え、絶縁破壊が発生することによって起こる。

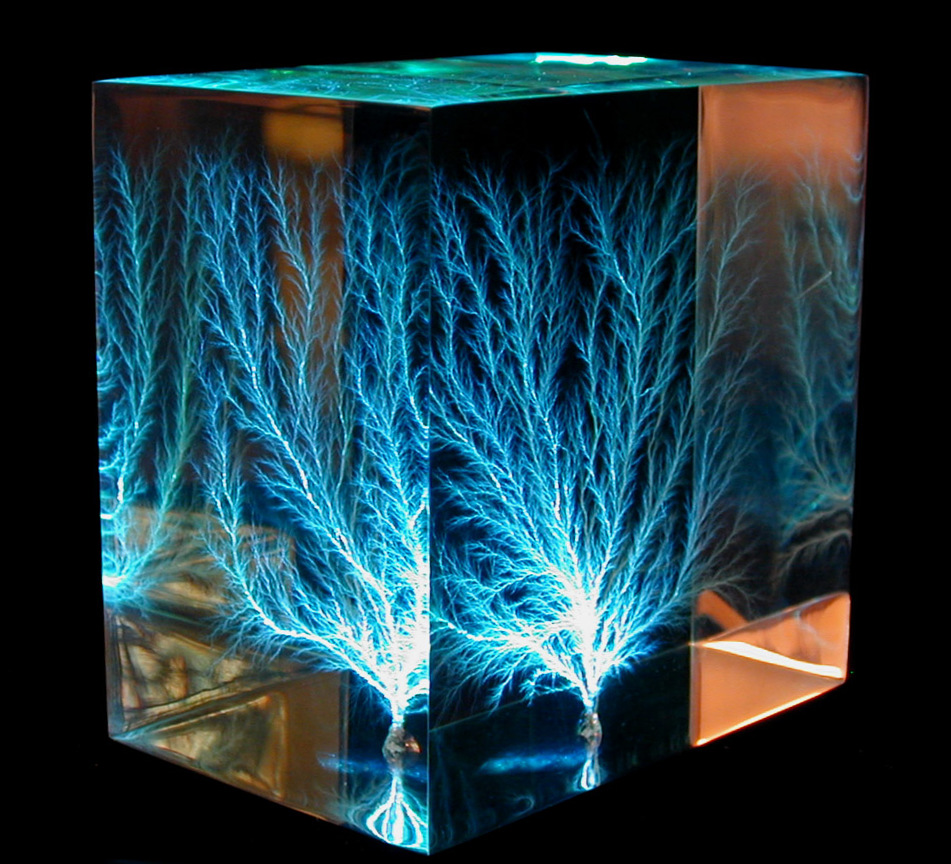
樹形（リヒテンベルク図形）状に不可逆的な絶縁破壊を起こしたアクリル樹脂のブロック (寸法 76 × 76 × 51 mm)。一面に電子ビームを照射し、推定220万ボルトの電位差を発生させた結果、生じた。

電線路やモーターなどの電気機器においては、短絡（ショート）を防ぐために導体間に一定の空間を確保したり、絶縁被覆を行う。しかし、雷サージや配線ミスなどにより、設計された耐電圧（絶縁耐力）を超える高い電圧が加わると、導体間に放電現象が起こって想定外の導通が起こる。
MOS（金属-酸化物-半導体）半導体素子は非常に薄い酸化被膜を絶縁層とするが、この層は人体に帯電する程度の微弱な静電気でも容易に破壊されるため、開発当初はその取り扱いに注意を要した。その後、半導体素子内部に保護ダイオードを形成することで、電荷を逃がす構造へ改良が進み、日常的な静電気による電子回路の故障は低減している。

## 絶縁破壊の2種類の型
絶縁破壊には2つの型があり、電気的絶縁破壊は絶縁物中の電子が電界により加速されて原子を衝突イオン化する事により起こる事が知られている。 もう一つの型は熱的絶縁破壊となり、ある温度を境にして破壊モードがかわる事が知られている。プリント配線板の熱的絶縁破壊についは、電子素子の故障などによってプリント配線板が熱分解温度以上に加熱された場合に発生する事が、日産自動車の岸らにより示唆されている。